# Aruba Challenger 1996
L'Aruba Challenger 1996 è stato un torneo di tennis facente parte della categoria ATP Challenger Series nell'ambito dell'ATP Challenger Series 1996. Il torneo si è giocato a Aruba in Aruba dal 2 all'8 settembre 1996 su campi in cemento.

## Vincitori

### Singolare
Vince Spadea ha battuto in finale  Grant Stafford con il punteggio di 6–3, 7–5

### Doppio
Mahesh Bhupathi /  Leander Paes hanno battuto in finale  Sébastien Leblanc /  Grant Stafford con il punteggio di 6–2, 6–2